# Николай Дончев
Николай Дончев (1898 – 1988) е български литературен критик, поет, есеист, преводач от френски, италиански и руски език. Виден публицист, журналист и кореспондент с международни културни организации и сдружения, член на Съюза на българските писатели.

## Биография
Николай Дончев е роден в София на 29 октомври 1898 г. Учи в гр. Карлово и в Пловдивската мъжка гимназия. Завършва Втора софийска мъжка гимназия през 1917 г. От 1919 до 1921 г. работи като начален учител в с. Долна Студена и като прогимназиален учител в с. Две могили, Беленско. По това време в Русе излиза първата му сбирка със стихове, озаглавена „Горящи степи“.
През 1920–1921 г. следва курс по технически предмети в Художествената академия в София. През 1926 г. завършва славянска филология в Софийския университет.
През 1927 г. печата втората си стихотворна книга под заглавието „Жетвар“, а в 1934 г. публикува „Чужди влияния в българската литература“ на френски език и с предговор от френския академик Марсел Брион. През 1935 г. излиза „Скица за една картина на новата българска литература“ с предисловие от Франк Л. Шьол, а през 1938 г. – „Български студии“ с предговор от Шарл Улмон.
Паралелно с творческата си дейност Николай Дончев е активен журналист и публицист. Още като студент работи във всекидневния печат и главно в излизащия на френски език в София всекидневник „L‘Echo de Bulgarie“. Усвоява всички тънкости на журналистическата професия. Редактор е на седмичниците „La Parole Bulgare“ и „Vita Bulgara“ (1936–43).
От 1929 г. започва да сътрудничи на парижкия седмичник „Les Nouvelles littéraires“. По-късно сътрудничи на редица френски, италиански и белгийски издания, където печата статии, рецензии и отзиви за българската литература. Публикува и сътрудничи на българските списания „Сила“, „Хиперион“, „Българска мисъл“, „Златорог“, „Демократически преглед“, „Септември“, „Пламък“ и „Литературна мисъл“.
Има преведени на български език романи, разкази и есета от Андре Мороа, Жак дьо Лакретел, Франсоа Мориак, Стефан Цвайг и др. Превежда българска поезия и проза на френски език.
Съвременник на бележити творци, Николай Дончев изследва френското и италианското влияние върху българската литература и работи за българско-френското културно сближаване. Радетел е за разпространението на българската книжнина зад граница.
Умира в София на 1 януари 1988 г.
В края на 2009 г. наследниците на Николай Дончев Жаклин Дончева и Силвия Вагенщайн даряват на НБУ неговия архив, който съдържа документи от творческата му дейност, кореспонденция, фотоматериали и книги.

## Отличия
През 1937 г. Николай Дончев е награден от френското правителство с кавалерската декорация на Академическите палми за дейността му в областта на културния обмен между Франция и България. През 1939 г. е удостоен с медал от Френската академия за книгата му „Etudes Bulgares“ а през 1965 г. получава отличието на Федерацията за универсален френски език за заслуги към френския език.
Носител е на ордените „Св. Александър“ V ст. (1937 г.) и „Кирил и Методий“, ІІ и І степен (1964 и 1968 г.).

## Творчество

### Стихосбирки
- „Горящи степи“ (1919)
- „Жетвар“ (1927)

### Критика и есета
- „Чужди влияния в българската литература“ (1934)
- „Скица за една картина на новата българска литература“ (1935)
- „Български студии“ (1938)
- „Кратък очерк по западноевропейска литература“ 1946)
- „Едуар Ерио. Живот, идеи, творчество“ (1947)
- „Андре Стил – пламенен борец за мир“ (1954)
- „Литературни и мемоарни етюди“ (1978)
- „Литературно-критически страници“ (1988)
- „Светилник на духа. Литературна критика и есеистика 1919-1987“ (1999)

### За него:
Йорданова, В., М. Душкова. Ранните стихотворение на Николай Дончев в русенското списание „Юноша“ (1920-1923). – Алманах Извор, книга XXI. Издание на СОУ „Христо Ботев“. Русе, 2014, с. 172-180. ISSN 1314-2747. [В Приложение – стиховете на Н. Дончев, публикувани в „Юноша“].